# Zbigniew Semadeni
Zbigniew Semadeni (Varsóvia, 1 de março de 1934) é um matemático polonês.
Foi palestrante convidado do Congresso Internacional de Matemáticos em Berkeley (1986).